# Iuliu Podlipny
Iuliu Podlipny (prenumele grafiat și Julius sau Gyula, n. 12 aprilie 1898, Pozsony, Austro-Ungaria – d. 15 ianuarie 1991, Timișoara, România) a fost un pictor, grafician și pedagog timișorean. A fost căsătorit cu istoricul de artă și criticul de artă Annemarie Podlipny-Hehn.

## Biografie
De origine cehă, Julius Podlipny s-a născut la Pressburg, în Austro-Ungaria, azi Bratislava, Slovacia. După un accident de tren soldat cu pierderea brațului drept, s-a mutat mai târziu la Budapesta, oraș unde a urmat cursurile Academiei de Arte Frumoase.
În 1926 Ferdinand Gallas și Varga Albert au deschis o „școală liberă de pictură și sculpltură”. Stabilit în Timișoara, în același an, Julius Podlipny s-a alăturat celor doi, rămânând din 1928 conducătorul atelierului și al școlii.
Activitatea sa expozițională s-a extins la București, Cluj și Arad. 
La începutul anilor 1930 Podlipny era angajat al cinematografului orașului pentru a picta, pe panouri-gigant, reclame ale filmelor cu Tarzan interpretat de Johnny Weissmuller. Văzând lucrările, patronul sălii de la Palatul Széchenyi din Timișoara i-a propus să expună cât mai multe lucrări. Podlipny a expus zeci de portrete, multe lucrate în cărbune, reprezentând fețe de cerșetori, schilozi, nebuni. Nu s-a găsit decât un client, unul dintre directorii fostei întreprinderi Ilsa, care a ales câteva portrete, le-a plătit și l-a rugat pe tânărul artist să le împacheteze bine. Nu știe unde au ajuns aceste opere de început.
În anul 1934 a fost numit profesor la Școala de Arte Frumoase din Timișoara, activitate din care s-a retras peste trei decenii. Printre elevii săi s-au numărat, printre alții, Traian Brădean, Artur Vetro și Ștefan Câlția.
În 1957, în urma restructurării învățământului artistic, profil liceal, a fost înființat Liceul de Artă Plastică Timișoara. Printre profesori se numărau Julius Podlipny, Gabriel Popa, Victor Gaga, Romul Nuțiu și Octavian Maxim.
În perioada 1951-1955 a fost primul președinte al filialei Timișoara a Uniunii Artiștilor Plastici.
Julius Podlipny a fost cunoscut ca promotor al artei moderne în perioada interbelică, legându-și numele de acela al revistei socialiste și de avangardă Ma, editată de criticul Lajos Kassák . A practicat un stil cu ecouri expresioniste și s-a situat în rândul maeștrilor care au influențat arta plastică românească, mai cu seamă ca pedagog. Podlipny nu suporta decât desenul, pentru el coloriștii erau niște sclifosiți fără vlagă, incapabili să tragă o linie.
A murit la 15 ianuarie 1991.
Relieful din bronz de pe mormântul pictorului Julius Podlipny, cu chipul său în altorelief, realizat de sculptorul Ionel Chinghiță, a fost furat de colectori de fier vechi.

## Distincții
- 1977 - medalia omagială a orașului Bratislava,[6]
- 1998 - titlul de Cetățean de onoare al Timișoarei, acordat post mortem, prin HCL nr. 157/30.06.1998, pentru bogata activitate artistică și pedagogică desfășurată în Timișoara în perioada 1926-1991.[14]